# Liste der Naturdenkmäler in Niddatal
Die Liste der Naturdenkmäler in Niddatal nennt die auf dem Gebiet der Stadt Niddatal, im Wetteraukreis (Hessen), gelegenen Naturdenkmäler. Sie sind nach dem Hessischen Gesetz über Naturschutz und Landschaftspflege (Hessisches Naturschutzgesetz – HAGBNatSchG) § 12 geschützt und bei der unteren Naturschutzbehörde des Wetteraukreises eingetragen. Die Liste entspricht dem Stand vom 1. Januar 2014.
| Bild                          | Bezeichnung                                                | Ortsteil, Lage                                                                                        | Beschreibung | Art                        | Nr.     |
| ----------------------------- | ---------------------------------------------------------- | --- | --- | -------------------------- | ------- |
| BW                            | Waldtümpel im Hessenwald                                   | Bönstadt, Flur 18, Flurstück 1, 2 50° 17′ 34,8″ N, 8° 53′ 15,9″ O                                     | Großseggenried mit Vorkommen von Kammmolch und Torfmoos zwischen Bönstadt und Altenstadt. Schutzgrund: Großseggenbestände Niedermoor (ca. 0,3 ha groß).                                      | Biotop                     | 440.152 |
| Fotos hochladen               | Stieleiche auf den Holzwiesen                              | Bönstadt, Flur 2, Flurstück 192 50° 17′ 37,6″ N, 8° 51′ 12,7″ O                                       | Einzelne Stieleiche in der Flur. Schutzgrund: Landschaftsprägender Altbaum. | Stieleiche                 | 440.164 |
| BW                            | Speierling                                                 | Ilbenstadt, Flur 12, Flurstück 82 50° 16′ 23″ N, 8° 49′ 10,8″ O                                       | Einer von drei Speierlingen an der Landesstraße 3188 zur Kompostierungsanlage. Westlicher Baum, aufgrund der schweren Krone schief stehend. Schutzgrund: Speierlinge als Naturdenkmal.       | Speierling                 | 440.222 |
| BW                            | Speierling                                                 | Ilbenstadt, Flur 12, Flurstück 82 50° 16′ 23″ N, 8° 49′ 11,8″ O                                       | Einer von drei Speierlingen an der Landesstraße 3188 zur Kompostierungsanlage. Mittlerer Baum, aufgrund der schweren Krone schief stehend. Schutzgrund: Speierlinge als Naturdenkmal.        | Speierling                 | 440.223 |
| BW                            | Speierling                                                 | Ilbenstadt, Flur 12, Flurstück 82 50° 16′ 23″ N, 8° 49′ 12,3″ O                                       | Einer von drei Speierlingen an der Landesstraße 3188 zur Kompostierungsanlage. Östlicher Baum, aufgrund der schweren Krone schief stehend. Schutzgrund: Speierlinge als Naturdenkmal.        | Speierling                 | 440.224 |
| BW                            | Speierling                                                 | Ilbenstadt, Flur 13, Flurstück 1 50° 16′ 25,4″ N, 8° 49′ 36,3″ O                                      | Speierling im Wald nördlich der Kompostierungsanlage. Schutzgrund: Speierlinge als Naturdenkmal.                                                                                             | Speierling                 | 440.225 |
| mehr Fotos \| Fotos hochladen | Bäume auf dem Freigericht in der Anlage „Steinerner Tisch“ | Kaichen, Flur 1, Flurstück 221 50° 14′ 58,7″ N, 8° 50′ 13,3″ O                                        | Edelkastanie, Linde, Eiche am Freigerichtsstuhl (KD). Ehemals 2 Linden, eine Linde durch Sturm zerstört. Schutzgrund: landschaftsprägend.                                                    | Edelkastanie, Linde, Eiche | 440.067 |
| BW                            | Linde                                                      | Kaichen, Flur 1, Flurstück 162 50° 15′ 9,5″ N, 8° 50′ 8,6″ O                                          | Linde südlich der Ev. Pfarrkirche, Schutzgrund: ortsbildprägend. | Linde                      | 440.119 |
| BW                            | Speierling                                                 | Kaichen, Flur 5, Flurstück 124 50° 15′ 8,8″ N, 8° 50′ 33,9″ O                                         | Speierling auf einer Wiese südöstlich von Kaichen in der Nähe ‚An der Lögesmühle‘. Schutzgrund: Speierlinge als Naturdenkmal.                                                                | Speierling                 | 440.226 |
| BW                            | Eiche an der Kirche                                        | Kaichen, Flur 1, Flurstück 162 50° 15′ 9,4″ N, 8° 50′ 9,3″ O                                          | Eiche südlich der Ev. Pfarrkirche (KD), Schutzgrund: ortsbildprägend. | Eiche                      | 440.199 |
| Fotos hochladen               | Linde an der Kirche                                        | Assenheim, Flur 1, Flurstück 511/2 (VO), Flurstück 88/1 (tatsächlich) 50° 17′ 54,4″ N, 8° 48′ 49,3″ O | Winter-Linde, 1827 zum zehnjährigen Bestehen der Kirchenunion von 1817 gepflanzt. Schutzgrund: Besonders große und alte Linde mit besonderer ortsbildprägender Erscheinung vor einer Kirche. | Winter-Linde               | 440.299 |

Der Ahorn auf dem Friedhof (Nr. 440.066) in Bönstadt und die Rosskastanie im Mühlenhof (Nr. 440.139) in Assenheim mussten notgefällt werden. Beide Naturdenkmäler wurden aus der Liste gelöscht.